# Hadena oriza
Hadena oriza là một loài bướm đêm trong họ Noctuidae.